# Aurel, Drôme
Aurel là một xã thuộc tỉnh Drôme trong vùng Auvergne-Rhône-Alpes đông nam nước Pháp. Xã Aurel, Drôme nằm ở khu vực có độ cao trung bình mét trên mực nước biển.